# Randall, Kansas
Randall är en ort i Jewell County i Kansas. Vid 2010 års folkräkning hade Randall 65 invånare.